# Aynur Aydın
Aynur Aydın, född 14 december 1987 i München, är en turkisk sångare som är född i Tyskland.

## Karriär
År 2011 släppte hon sin debutsingel "Yenildim Daima". Det finns även en engelsk version av låten med titeln "DNA". Hennes debutalbum 12 Çeşit La La (12 Ways to La La) släpptes samma år. Hennes andra singel "Yanı Başıma" släpptes år 2012. Den engelska versionen av den låten har titeln "Measure Up". År 2012 kom även singeln "İşporta" som hon framför tillsammans med sångaren Erdem Kınay. År 2012 tog hon emot två priser för "årets genombrott".

## Diskografi

### Album
- 2011 - 12 Çeşit La La (12 Ways to La La)

### Singlar
- 2011 - "Yenildim Daima" / "DNA"
- 2012 - "Yanı Başıma" / "Measure Up"
- 2012 - "İşporta" (med Erdem Kınay)